# Amy London
Amy London (1957) is een Amerikaanse jazzzangeres.

## Biografie
Amy London groeide op in Cincinnati (Ohio) en leerde aanvankelijk piano spelen. Het was gebaseerd op het werk van Joni Mitchell en James Taylor, voordat ze op de middelbare school zangonderricht kreeg. Ze studeerde af als bachelor in het operavak aan de Syracuse University, voordat ze in 1980 naar New York verhuisde. Ze zong in bigbands en musicals, en kreeg van 1989 tot 1992 een hoofdrol in City of Angels. Samen met Judy Niemack en Alexandra Ivanoff formeerde ze de Jazz Babies. Met de Vocal Jazz Inc. introduceerde ze elementen van jazz bij basisschoolkinderen.
In 2007 bracht ze haar debuutalbum When I Look in Your Eyes uit en in 2009 volgde het album Bridges, dat oudere opnamen (tussen 1984 en 1991) bevatte. Met Darmon Meader en jongere zangers formeerde ze de Royal Bopsters om vocalese te zingen. Sinds 2008 organiseert ze internationaal jeugdkampen met haar toenmalige man, de gitarist Roni Ben-Hur.
London is verder werkzaam als adjunct-professor voor jazzzang aan The New School.

## Discografie
- 1997: Amy London & Roni Ben-Hur Two for the Road (Fivecat Records)
- 2007: When I Look in Your Eyes (Motéma Music, met Lee Musiker resp. John Hicks, Rufus Reid, Leroy Williams)
- 2011: Let's Fly (Motéma Music)
- 2015: Amy London, Darmon Meader, Dylan Pramuk, Holly Ross Royal Bopsters (Motéma Music, met Jon Hendricks, Mark Murphy, Sheila Jordan, Annie Ross, Bob Dorough)

- Gemeinsame Normdatei: 174023340
- International Standard Name Identifier: 0000 0003 5849 2581
- Library of Congress Control Number: no2011182940
- Virtual International Authority File: 208735034
- WorldCat: E39PBJmtBFgr3kHcgbCvXDMVmd